# Saint-Seine-l’Abbaye
Saint-Seine-l’Abbaye ist eine französische Gemeinde mit 361 Einwohnern (Stand 1. Januar 2022) im Département Côte-d’Or im Bourgogne-Franche-Comté. Sie gehört zum Arrondissement Dijon und ist Hauptort des Fontaine-lès-Dijon.
Die Ortschaft liegt in einer Talsenke und wird von der Kirche Saint Seine dominiert. Diese gehörte früher zu einem Benediktinerkloster, das im 6. Jahrhundert gegründet wurde. Es zählt zu den ältesten Klöstern des Burgunds und war der Keim der heutigen Siedlung.

## Bevölkerungsentwicklung
| Jahr                       | 1962 | 1968 | 1975 | 1982 | 1990 | 1999 | 2006 | 2016 | 2019 |
| Einwohner                  | 352  | 358  | 352  | 309  | 326  | 355  | 365  | 372  | 372  |
| Quellen: Cassini und INSEE |      |      |      |      |      |      |      |      |      |

## Sehenswürdigkeiten
Die Kirche St. Seine (Église Saint Seine): Mit dem Bau der Kirche wurde im 13. Jahrhundert begonnen, vor der Vollendung fiel sie aber einem Brand zum Opfer. Nur der Chor und linke Querhausarm konnten weiter verwendet werden. Gegen Ende des 14. Jahrhunderts wurde mit dem Wiederaufbau begonnen. Angefangen wurde mit dem rechten Querhaus, danach wurde das Langhaus errichtet, diesmal aber um zwei Joche verkürzt. Der westlichen Fassade wurde eine Vorhalle vorangestellt. Als Abschluss dieser Bauetappe wurde der Dreiecksgiebel erstellt. Im 15. Jahrhundert wurde der Nordturm erbaut.

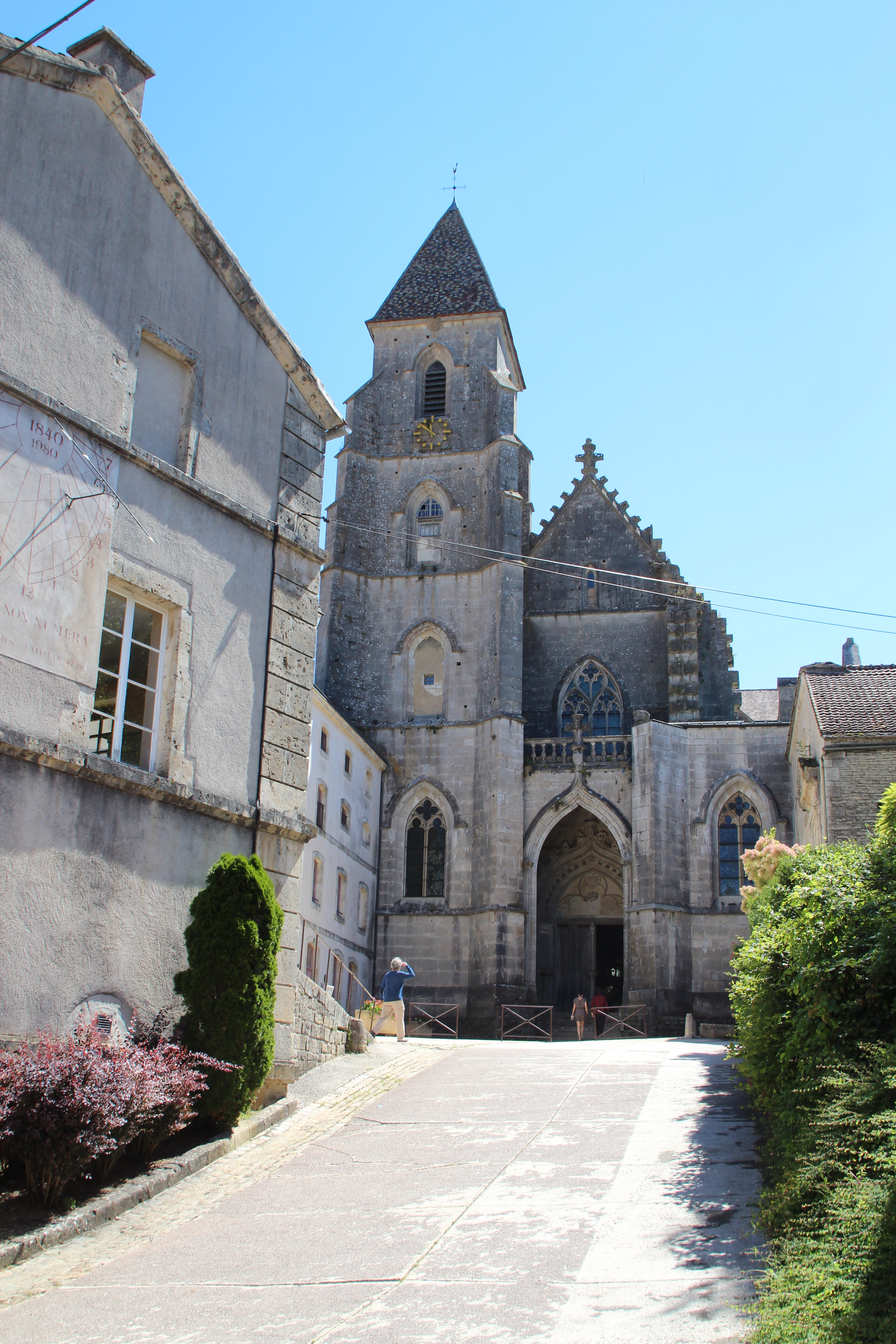
Front
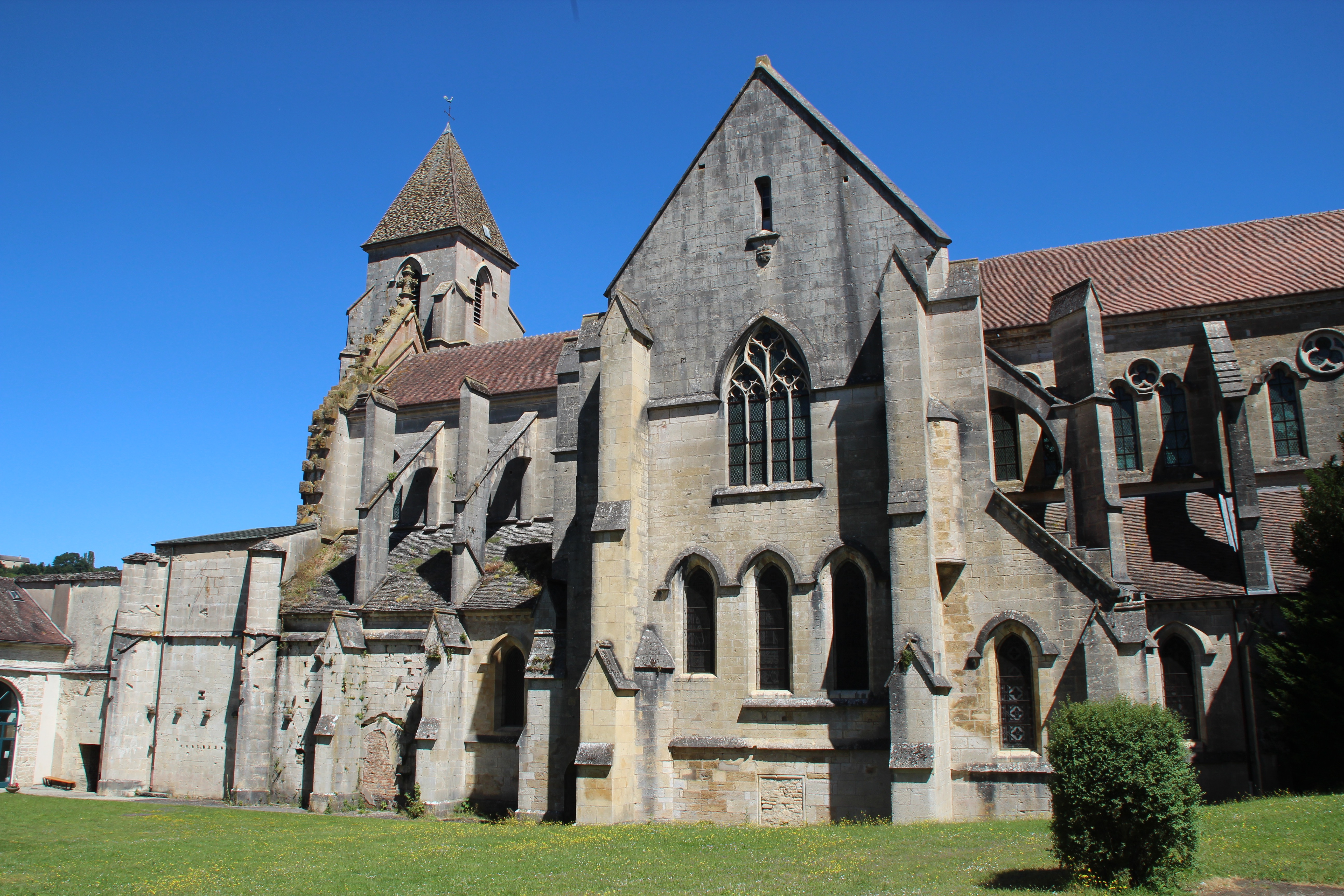
Südseite
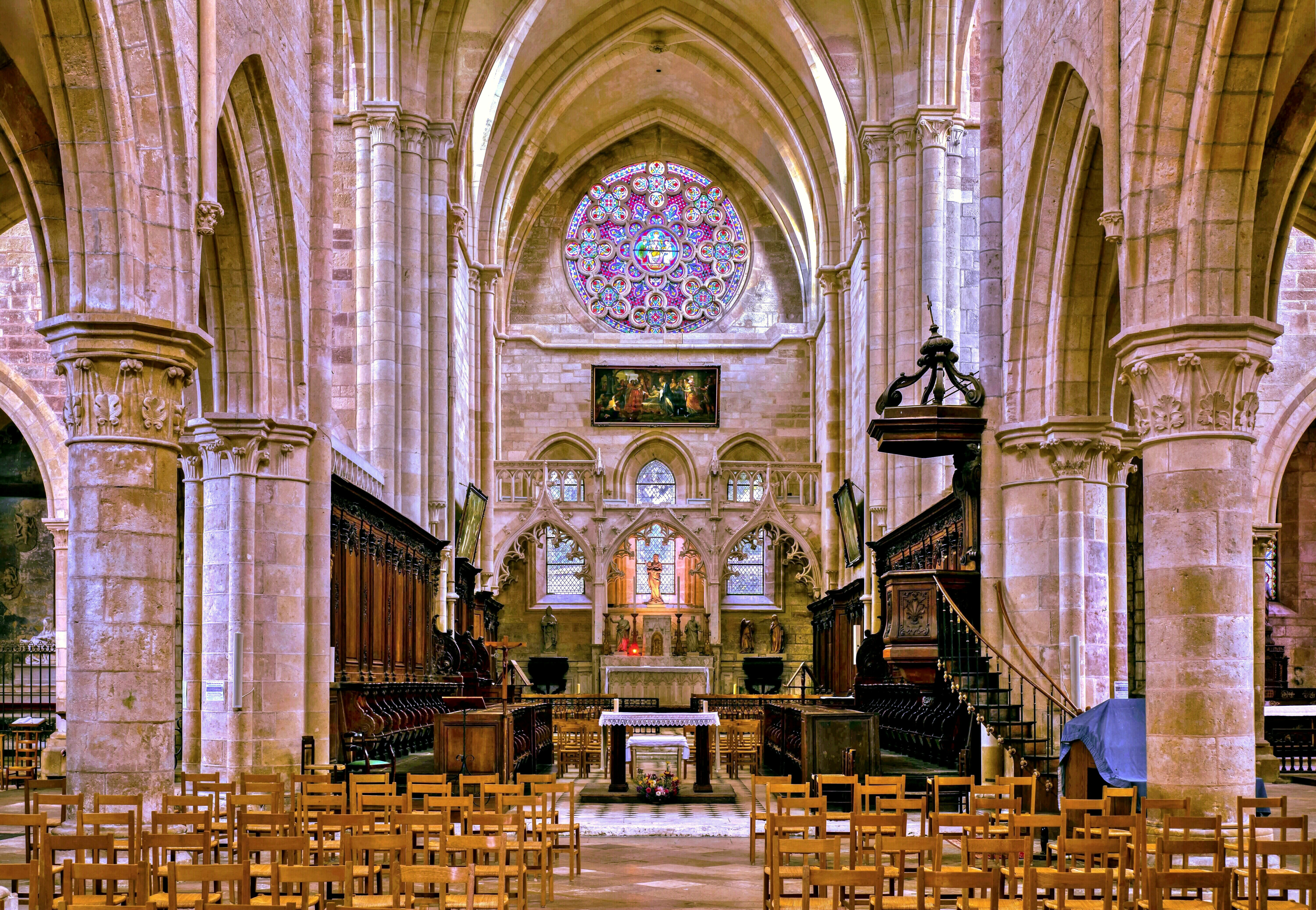
Innenraum
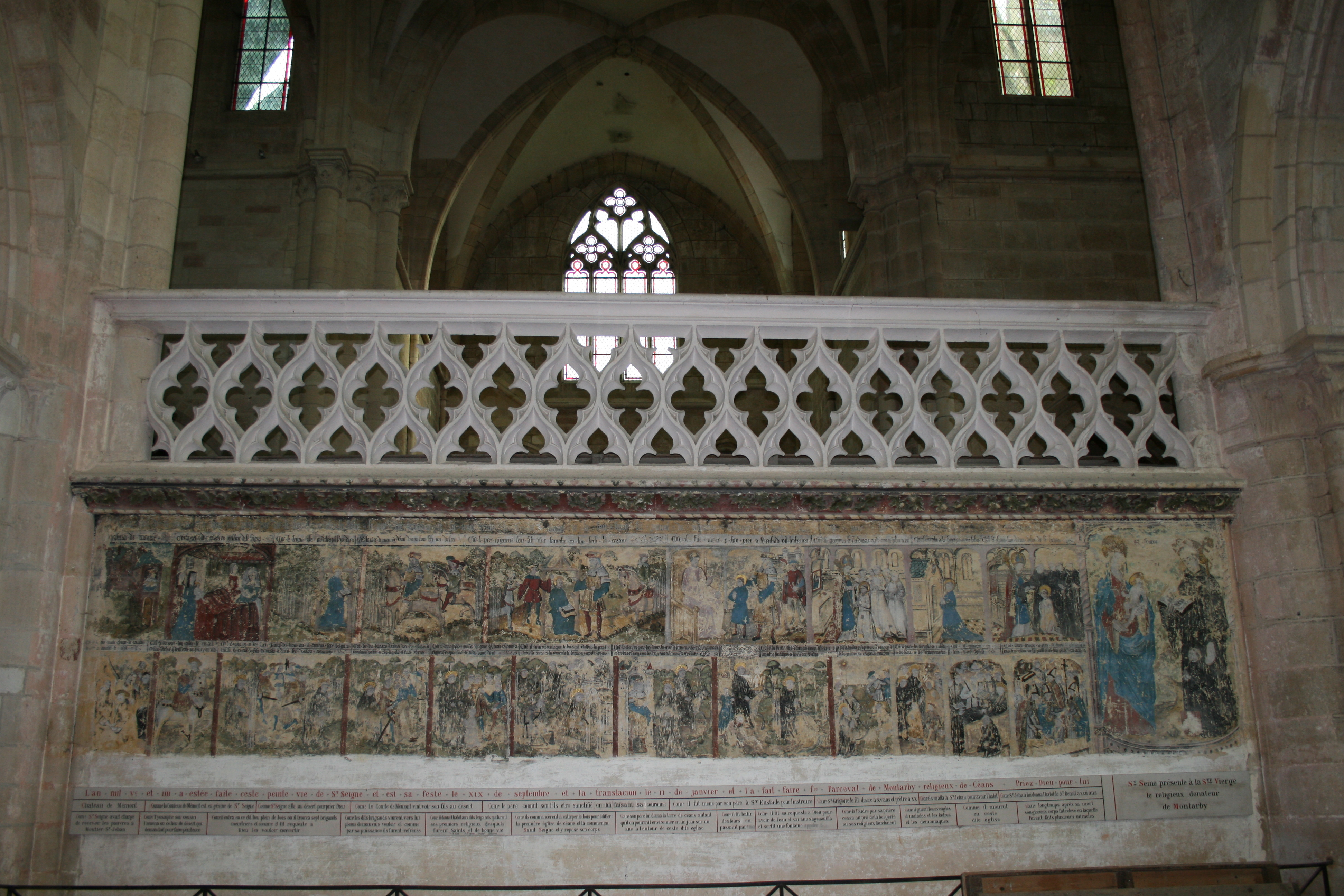
Fresken